# Фед Къп
Фед Къп (на англ. Fed Cup) (до 1995 наричана Купа на Федерациите) е най-значимото отборно състезание по тенис за жени. Организатор на проявата е Международната Тенис Федерация. За първи път се провежда през 1963 г.

## История
Въпреки че състезанието се провежда официално от 1963 г., то води началото си още от 1919 г. Тогава Хейзъл Уайтман представя идея за международен отборен турнир за жени, който да замести ежегодното състезание между Великобритания и САЩ. Идеята ѝ не среща необходимата подкрепа. Едва през 1962 г. идеята отново е възродена. Мери Хеър представя факти пред Международната тенис федерация за огромната подкрепа, на която би се радвало едно такова състезание. През 1963 г. то е вече факт. Неговият старт съвпада и с 50-годишнината на Международната тенис федерация. До 1995 г. състезанието носи името Купа на Федерациите (Federations Cup). След това е съкратено само на Фед Къп (Fed Cup).

## Формат
Състезанието се провежда всяка година. През първите години участват 16 отбора с най-добрите си тенисистки. Въпреки че официално състезанието не предлага награден фонд, то бързо придобива популярност. През 1994 г. участват вече 73 държави. Това налага въвеждането на нова система за участие. Въвеждат се регионални зони, заедно с регионални групи. Победителите от последните групи играят за влизане в по-горна гурпа от същата зона със загубилите от по-горната група. Победителите от най-горната група в една зона играят със загубилите от световната група за влизане в нея. Участниците в световната група имат право на домакинство, а регионалните състезания се провеждат в една предварително избрана страна-домакин. През 2006 г. и 2007 г. състезанието в първа група на евро-африканската зона се проведе в Пловдив, България.

### Структура
През 2005 година световната група с 16 участници е разделена на две – световна група I с 8 участници, в която се играе за Трофея Фед Къп и световна група II също с 8 участници, в която се играе за влизане в световна група I.
| Ниво | Група (и) | Група (и)                               | Група (и)                           |
| 1    | Световна група I 8 държави | Световна група I 8 държави              | Световна група I 8 държави          |
|      | Плейофи за Световна група I 4 държави от Световна група I + 4 държави от Световна група II                                                                                            |                                         |                                     |
| 2    | Световна група II 8 държави | Световна група II 8 държави             | Световна група II 8 държави         |
|      | Плейофи за Световна група II 4 държави от Световна група II + 2 държави от Първа Евро-Африканска Група + 1 държава от Първа Американска Група + 1 държава от Първа Група Азия/Океания |                                         |                                     |
| 3    | Първа Американска Група ±8 държави | Първа Евро-Африканска Група ±16 държави | Първа Група Азия/Океания ±8 държави |
| 4    | Втора Американска Група ±6 държави | Втора Евро-Африканска Група ±8 държави  | Втора Група Азия/Океания ±4 държави |
| 5    | | Трета Евро-Африканска Група ±12 държави |                                     |

Знакът „±“, използван в таблицата, оказва варирането на броя членове в групите. Някои държави се отказват от участие в някои от изданията на Фед Къп.

## Финали
| Година | Победител    | Резултат | Финалист  |
| ------ | ------------ | -------- | --------- |
| 2010   | САЩ          |          | Италия    |
| 2009   | Италия       | 4 – 0    | САЩ       |
| 2008   | Русия        | 4 – 0    | Испания   |
| 2007   | Русия        | 4 – 0    | Италия    |
| 2006   | Италия       | 3 – 2    | Белгия    |
| 2005   | Русия        | 3 – 2    | Франция   |
| 2004   | Русия        | 3 – 2    | Франция   |
| 2003   | Франция      | 4 – 1    | САЩ       |
| 2002   | Словакия     | 3 – 1    | Испания   |
| 2001   | Белгия       | 2 – 1    | Русия     |
| 2000   | САЩ          | 5 – 0    | Испания   |
| 1999   | САЩ          | 4 – 1    | Русия     |
| 1998   | Испания      | 3 – 2    | Швейцария |
| 1997   | Франция      | 4 – 1    | Холандия  |
| 1996   | САЩ          | 5 – 0    | Испания   |
| 1995   | Испания      | 3 – 2    | САЩ       |
| 1994   | Испания      | 3 – 0    | САЩ       |
| 1993   | Испания      | 3 – 0    | Австралия |
| 1992   | Германия     | 2 – 1    | Испания   |
| 1991   | Испания      | 2 – 1    | САЩ       |
| 1990   | САЩ          | 2 – 1    | СССР      |
| 1989   | САЩ          | 3 – 0    | Испания   |
| 1988   | Чехословакия | 2 – 1    | СССР      |
| 1987   | ФР Германия  | 2 – 1    | САЩ       |

| Година | Победител    | Резултат | Финалист       |
| ------ | ------------ | -------- | -------------- |
| 1986   | САЩ          | 3 – 0    | Чехословакия   |
| 1985   | Чехословакия | 2 – 1    | САЩ            |
| 1984   | Чехословакия | 2 – 1    | Австралия      |
| 1983   | Чехословакия | 2 – 1    | ФРГ            |
| 1982   | САЩ          | 3 – 0    | ФРГ            |
| 1981   | САЩ          | 3 – 0    | Великобритания |
| 1980   | САЩ          | 3 – 0    | Австралия      |
| 1979   | САЩ          | 3 – 0    | Австралия      |
| 1978   | САЩ          | 2 – 1    | Австралия      |
| 1977   | САЩ          | 2 – 1    | Австралия      |
| 1976   | САЩ          | 2 – 1    | Австралия      |
| 1975   | Чехословакия | 3 – 0    | Австралия      |
| 1974   | Австралия    | 2 – 1    | САЩ            |
| 1973   | Австралия    | 3 – 0    | ЮАР            |
| 1972   | ЮАР          | 2 – 1    | Великобритания |
| 1971   | Австралия    | 3 – 0    | Великобритания |
| 1970   | Австралия    | 3 – 0    | ФРГ            |
| 1969   | САЩ          | 2 – 1    | Австралия      |
| 1968   | Австралия    | 3 – 0    | Холандия       |
| 1967   | САЩ          | 2 – 0    | Великобритания |
| 1966   | САЩ          | 3 – 0    | ФРГ            |
| 1965   | Австралия    | 2 – 1    | САЩ            |
| 1964   | Австралия    | 2 – 1    | САЩ            |
| 1963   | САЩ          | 2 – 1    | Австралия      |

## Статистика
- Най-успешната нация в състезанието Фед Къп е САЩ. Тенисистките от САЩ са триумфирали общо 17 пъти. От тях 6 пъти като домакин и 11 пъти като гост или на неутрална територия. Последната титла за САЩ е през 2000 г. в Лас Вегас, САЩ.
- На второ място е Австралия със 7 титли. Следват:
  - 3. Испания (5)
  - 4. Чехословакия (5)
  - 5. Русия (4)
  - 6. Германия (2 – една като ФРГ и една като обединена Германия)
  - 6. Франция (2)
  - 7. Белгия (1)
  - 7. Италия (1)
  - 7. Словакия (1)
  - 7. ЮАР (1)
- Най-много последователни титли са печелили САЩ – 7 в периода 1976 – 1982
- Най-много последователни участия във финал имат Австралия – 8 в периода 1973 – 1980